# مندی شارلت
مندی شارلت (انگلیسی: Mandy Charlet؛ زادهٔ ۱۴ ژوئیهٔ ۱۹۸۶) بازیکن فوتبال اهل لوکزامبورگ است.
از باشگاه‌هایی که در آن بازی کرده‌است می‌توان به باشگاه فوتبال اف۹۱ دودلانژ اشاره کرد.
وی همچنین در تیم ملی فوتبال Luxembourg بازی کرده‌است.